# Troian, Zdolbuniv
Troian (în ucraineană Троян) este un sat în comuna Novosilkî din raionul Zdolbuniv, regiunea Rivne, Ucraina.

## Demografie
Componența lingvistică a localității Troian
     Ucraineană (100%)
Conform recensământului din 2001, toată populația localității Troian era vorbitoare de ucraineană (100%).